# 山岡重光
山岡 重光（やまおか しげみつ、1894年（明治27年）4月3日 - 1967年（昭和42年）8月10日）は、大日本帝国陸軍軍人。最終階級は陸軍少将。功四級。

## 経歴
1894年（明治27年）に高知県で生まれた。陸軍士官学校第27期卒業。1940年（昭和15年）3月9日に陸軍防空学校教導隊長に就任し、8月1日に陸軍砲兵大佐に進級した。1941年（昭和16年）11月に防空第31連隊長（北部軍）に転じ、1942年（昭和17年）8月に千葉陸軍防空学校教導隊長に就任し、1944年（昭和19年）6月に千葉陸軍高射学校附となった。
1945年（昭和20年）3月1日に陸軍少将に進級し、7月24日に赤穂陸軍高射教育隊長に着任。長く防空教育に尽力した。
1947年（昭和22年）11月28日、公職追放仮指定を受けた。